# Сабурово (Орловский район)
Сабу́рово — село в Орловской области России. В рамках административно-территориального устройства входит в Сабуровский сельсовет Орловского района, в рамках организации местного самоуправления — в Орловский муниципальный округ. 

## География
Расположено к юго-западу от областного центра города Орла, в 7 км к западу от посёлка Знаменка на берегах реки Цон.

## Население
| 2002 | 2010 |
| ---- | ---- |
| 541  | ↘305 |

Согласно результатам переписи 2002 года, в национальной структуре населения русские составляли 94 % от жителей.

## История
Село Сабурово в прошлом именовалось также Андреаново, Каменское и Андрияново. Впервые сельцо Андреаново упоминается в писцовой книге Орловского уезда 1678 года. В это время оно принадлежало боярину Ивану Михайловичу Милославскому. В 1721 году его владельцами были братья Андреановы, а затем фаворит Петра I А. Д. Меньшиков. В 1742 году по указу императрицы Елизаветы Петровны село возвращено Ф. М. Каменскому, который владел им несколько ранее. В 1755 году имение пожаловано его сыну Михаилу Федотовичу Каменскому, впоследствии известному полководцу и общественному деятелю, увлекавшемуся литературой и театром.
Во время своего проживания в Сабурове М. Ф. Каменский вёл обширное строительство. По его распоряжению и, возможно, эскизам (фельдмаршал хорошо знал фортификацию) вокруг усадьбы была возведена садовая ограда, стилизованная под крепостную стену. При Михаиле Федотовиче была перестроена и расширена Михаило-Архангельская церковь, где его погребли после гибели в 1809 году.
Сейчас руины усадьбы Каменских известны как Сабуровская крепость и являются объектом культурного наследия федерального значения.
С 2004 до 2021 года в рамках организации местного самоуправления село входило в Сабуровское сельское поселение, упразднённое вместе с преобразованием муниципального района со всеми другими поселениями путём их объединения в Орловский муниципальный округ.

## Ссылка
- Сабуровская крепость. Дата обращения: 31 мая 2013. Архивировано из оригинала 31 мая 2013 года.